# Frauentor (Weimar)

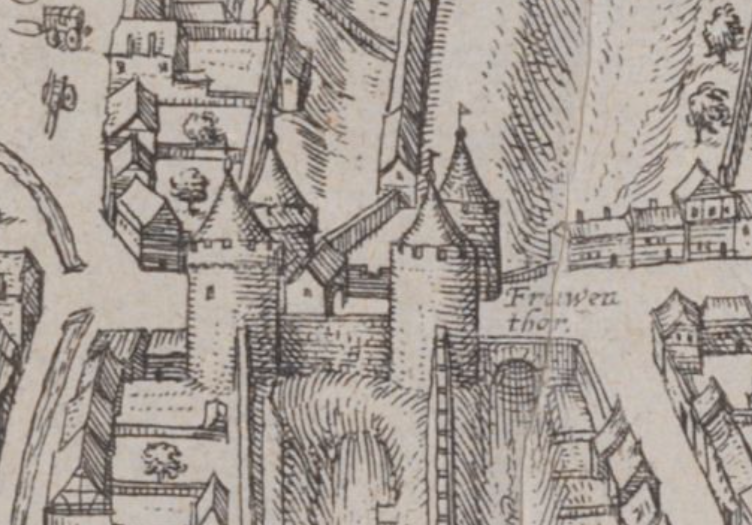
Frauentor Weimar 1569

Das Frauentor in Weimar war ein Stadttor und damit Teil des mittelalterlichen Stadtbefestigungsringes.

## Geschichte
Die Straßennamen Frauentorstraße und Frauenplan gehen auf dieses zurück. Maßgebend für die Benennung war die 1336 in der Vorstadt gegründete Marienkapelle, weshalb die Vorstadt auch Frauenvorstadt hieß. Die Stadt dort war über das Frauentor ebenso wie durch das Erfurter  Tor nur über einen überbrückten Wasserlauf, den Lottenbach bzw. Schützengraben, zugänglich. Das Frauentor zählte zu den stärker befestigten Teilen der Ummauerung der Stadt. Es diente zudem der Einnahme des Wegezolls. Das Frauentor war auch Stockhaus. Damit war das Frauentor auch ein Institut  der Sachsen-Weimarischen Rechtspflege. Der Innenhof des Frauentors war von vier massiven Rundtürmen umgeben, die miteinander nicht nur durch Tore, sondern zugleich durch Torgebäude verbunden waren. Im äußeren Torhaus, dem Stockhaus befand sich die Wohnung des Stockmeisters, eine Art Gefängniswärter. Dieses zierte einst eine Pietà und die Jahreszahl 1343, das Baujahr des Frauentores. Über die Jahrhunderte gab es manche bauliche Veränderungen, die aber auch durch Verfall hervorgerufen wurden. Mit dem Abriss des Frauentors wurde 1758 begonnen, der sich jedoch bis zum Anfang des 19. Jahrhunderts hinzog. Eine etwaige Vorstellung von der Gestalt vermag eine Darstellung aus dem Jahre 1569 geben, der auf dem ersten dem ersten Stadtplan Weimars von Johannes Wolf von 1569 zu vermitteln, wo das Frauentor deutlich zu erkennen ist. Dieser colorierte Stich wurde in das Städtebuch von Georg Braun und Frans Hogenberg: Beschreibung und Contrafactur der vornembsten Staet, Band 3, Köln 1581 aufgenommen. Nach dem vollendeten Abriss entstand 1822 das Torhaus am Frauenplan. Das alte Torhaus verschwand. Die Aufgabe der Einnahme des Wegezolls hatte das von Clemens Wenzeslaus Coudray entworfene Torhaus aber weiterhin erfüllt.